# پاکوچی (پرو)
پاکوچی (به اسپانیایی: Paquchi) یک کوه در پرو است که در Peru, Lima Region واقع شده‌است. پاکوچی ۵٬۰۰۰ متر بالاتر از سطح دریا واقع شده‌است.